# Christian Anderson Jr.
Christian Anderson Jr. (* 2. April 2006 in Atlanta) ist ein deutsch-US-amerikanischer Basketballspieler.

## Werdegang
Anderson wuchs in Atlanta im US-Bundesstaat Georgia auf, wurde als Kind und Jugendlicher von seinem Vater Christian Anderson als Trainer gefördert.
An der Lovett School in Atlanta setzte er sich in der ewigen Korbjägerliste der Schulmannschaft an die Spitze. Mit 861 Punkten (durchschnittlich 29,7 je Begegnung) in einer Saison stellte er des Weiteren eine Bestmarke im Bundesstaat Georgia auf. In der Saison 2023/24 spielte Anderson dann an der Oak Hill Academy in Mouth of Wilson (US-Bundesstaat Virginia).
Nachdem er bereits im Oktober 2021 der University of Michigan eine Zusage erteilt hatte, entschied er sich um, als Michigan den Trainer wechselte und ging stattdessen an die Texas Tech University. Anderson hatte ebenfalls Angebote der deutschen Bundesligisten Alba Berlin, SC Rasta Vechta und Würzburg Baskets erhalten.

### Nationalmannschaft
Im Sommer 2022 gewann Anderson mit der deutschen Jugendnationalmannschaft die B-Europameisterschaft im Altersbereich U16. Er wurde als bester Spieler des in Sofia ausgetragenen Turniers ausgezeichnet. Bei der U18-Europameisterschaft im Sommer 2023 errang er mit Deutschland die Bronzemedaille und war somit Mitglied der ersten deutschen Mannschaft, die bei einer EM in dieser Altersklasse eine Medaille gewann. Im August 2024 führte Anderson die Deutschen als bester Korbschütze im Endspiel (31 Punkte) gegen Serbien zum Gewinn der U18-Europameisterschaft. Er wurde in die Auswahl der besten fünf Spieler des EM-Turniers berufen. Im Sommer 2025 trat er mit Deutschland bei der U19-Weltmeisterschaft an, zog mit der Mannschaft ins Endspiel ein, das gegen die Vereinigten Staaten verloren wurde. Anderson fand erneut Aufnahme in die Auswahl der fünf besten Spieler der Veranstaltung.
Im Juli 2025 wurde er von Bundestrainer Álex Mumbrú erstmals in die deutsche Herrennationalmannschaft berufen, im Folgemonat bestritt Anderson in einem Vorbereitungsspiel auf die Europameisterschaft gegen Slowenien sein erstes A-Länderspiel.

## Familie
Sein jüngerer Bruder Lucai Anderson schlug ebenfalls eine Laufbahn im Leistungsbasketball ein. Vater Christian Anderson spielte unter anderem für den Bundesligisten Bamberg und mehrere deutsche Zweitligisten.